# 苏科 (德国)
苏科是德国梅克伦堡-前波美拉尼亚州的一个市镇。总面积21.35平方公里，总人口1487人，其中男性751人，女性736人（2011年12月31日），人口密度70人/平方公里。